# Mesoleius albotibialis
Mesoleius albotibialis är en stekelart som beskrevs av Gabriel Strobl 1903. Mesoleius albotibialis ingår i släktet Mesoleius och familjen brokparasitsteklar. Inga underarter finns listade i Catalogue of Life.